# Iturbidova palača
Iturbidova palača (1779 do 1785) je velika palačna rezidenca, v zgodovinskem središču Ciudad de Mexica na ulici Madero #17. Zgradil jo je grof San Mateo Valparaíso kot poročno darilo za svojo hčer. Ime Iturbidova palača je dobila, ker je tam živel Agustín de Iturbide in sprejel krono Prvega mehiškega cesarstva (kot Agustin I.) v palači po osamosvojitvi od Španije. Danes je v obnovljeni stavbi Fomento Cultural Banamex; preimenovala se je v Palacio de Cultura Banamex.

## Zgodovina stavbe
To rezidenco sta zgradila Miguel de Berrio y Saldívar, grof San Mateo Valparaíso in markiz Jaral de Berrio. Bogastvo Berrio y Saldívar je temeljilo na rudarstvu in živinoreji. Bil je tudi župan Ciudad de Mexica. Palačo je domnevno zgradil na zapleten način, ki je enak vsoti hčerine dote, približno 100.000 pesosov, da bi preprečil, da bi njegov novi zet, markiz Moncada Sicilijski, zapravil hčerino bogastvo. Sin tega para, vnuk graditelja doma, raje ni živel v palači, ampak jo je ponudil za uporabo obiskovalcem, dostojanstvenikom, kot sta podkralj Félix Calleja in kasneje Agustín de Iturbide. Z balkona te palače je Iturbide sprejel ponudbo za prvega mehiškega cesarja po osamosvojitvi od Španije. V času njegove vladavine (1821–1823) je živel tukaj in hišo uporabljal kot kraljevo palačo.
Po osvojitvi je bilo mesto del zemljišča, ki ga je španska krona podelila Gonzalu Juárezu de Córdobi.  Do 17. stoletja je bilo mesto samostan za sestre svete Brigite, dokler niso prodale zemljišča Berrio y Saldívar.

## Oblikovanje
To mehiško baročno stavbo je zasnoval in začel graditi Francisco Antonio Guerrero y Torres, dokončal pa jo je njegov svak Agustín Duran med letoma 1779 in 1785. Stavba ima tri nadstropja in medetažo, ki kaže italijanski vpliv v svoji baročni zasnovi. Pročelje iz kamna tezontle in cantera obdajata dva utrjena stolpa na koncih fasade. Ima osrednjo galerijo ali ložo, ki je zdaj zaprta za javnost. Fasada je okrašena z izrezljanim kamnom z organskimi in geometrijskimi motivi, kot so rože, majhne dvorepe morske deklice in elegantne moške figure. V notranjosti ima veranda obokano streho.
Na dvorišče, okrašeno z geometrijskimi figurami, vodi velik lok. Arkadno dvorišče obdaja osemnajst lokov, ki jih podpirajo toskanski stebri.
Arhitekturna anekdota --- Običajno so stopnice malo zaskrbljujoče, saj so le instrument arhitekturne nujnosti. Leta 1898 +/- je Hotel Iturbide »… naletel na Capitanino odobritev; to je bilo udobno stopnišče. Lahko je stopal brez utrujenosti. Ko je kapetanov prijatelj Barbour Thompson z južne železnice nadzoroval gradnjo terminala v Atlanti (1905) z dolgimi stopnicami do traktov, je kapitan Raoul (predsednik mehiške nacionalne železnice WG Raoul) izmeril stopnice v notranjosti Inturbide in stopnice terminalne postaje (Atlanta) so bile zgrajene v istem obsegu.« Ker je bila to prva velika naloga P. Thorntona Maryeja, je oblikovanje stopnic v Inturbidejevi palači verjetno uporabljeno tudi v njegovih kasnejših delih, vključno z velikimi stopnišči Fabulous Fox Theatre, Atlanta GA, (1929).

## Poznejša uporaba
V začetku 19. stoletja je bila v stavbi Hiša rudarstva. Leta 1855 je bila preurejen za uporabo kot hotel, ki je to funkcijo opravljal več kot 100 let.
Leta 1965 je stavbo kupila in obnovila Mehiška narodna banka. Leta 1972 je postal sedež kulturne fundacije Banamex (Fomento Cultural Banamex).
Fundacija je dve leti med letoma 2002 in 2004 opravljala pomembna obnovitvena dela na stavbi. Ponovno je odprta za uporabo kot Palacio de Cultura Banamex. Gosti številne začasne umetniške razstave ter umetniške delavnice za odrasle in otroke.